# Angela Chiuaru
Angela Chiuaru (n. 6 iulie 1928, București – d. 5 martie 2012, București) a fost o actriță română de teatru și film. A jucat o lungă perioadă la Teatrul de Comedie din București.

## Biografie
A absolvit Institutul de Artă Teatrală și Cinematografică din București în anul 1950. A jucat în piese de teatru și în filme. Printre filmele în care a jucat sunt Răsună valea (1950), Directorul nostru (1955), Viața nu iartă (1957), Secretul cifrului (1960) și Ciprian Porumbescu (1973).

## Filmografie
- Răsună valea (1950) - Sanda[2]
- Directorul nostru (1955) - Maria Popescu[3]
- Viața nu iartă (1959)[4]
- Secretul cifrului (1960) - Caterina
- Celebrul 702 (1962)[5]
- Ciprian Porumbescu (1973) - mama Ceciei
- Deux ans de vacances (1974) - Frau Weldon (4 episoade, 1974)
- Nu filmăm să ne-amuzăm (1975) - Clara[6]
- Ancheta (1980)